# Rally de Polonia de 2018
El Rally de Polonia de 2018, oficialmente 75th PZM Rally Poland, fue la septuagésima quinta edición y la séptima ronda de la temporada 2018 del Campeonato de Europa de Rally. Se celebró del 21 al 23 de septiembre y contó con un itinerario de quince tramos sobre tierra que sumaban un total de 214,50 km cronometrados.
El ganador de la prueba fue el ruso Nikolay Gryazin que consiguió su primera victoria de la temporada. Fue acompañado en el podio por el finés, Jari Huttunen y por el británico Chris Ingram quienes consiguieron en esta prueba su primer podio en el ERC.
A pesar de tener que retirarse dibbido a un accidente en el tercer tramo, el ruso Alexey Lukyanuk se consagró campeón europeo de rally gracias a que su rival, el portugués Bruno Magalhães decidió no partiipar en las últimas dos rondas. Con este título, Lukyanuk se convirtió en el primer piloto ruso en ser campeón europeo.

## Itinerario
| Día                      | Tramo | Nombre            | Distancia | Ganador de la etapa | Automóvil      | Tiempo  | Líder de la general |
| ------------------------ | ----- | ----------------- | --------- | ------------------- | -------------- | ------- | ------------------- |
| Día 1 (21 de septiembre) | -     | Tałty (Shakedown) | 3.26 km   | Alexey Lukyanuk     | Ford Fiesta R5 | 1:49.9  | -                   |
| Día 1 (21 de septiembre) | SS1   | Mikołajki Arena   | 2.50 km   | Alexey Lukyanuk     | Ford Fiesta R5 | 1:48.7  | Alexey Lukyanuk     |
| Día 2 (22 de septiembre) | SS2   | Paprotki 1        | 15.22 km  | Nikolay Gryazin     | Škoda Fabia R5 | 7:51.6  | Nikolay Gryazin     |
| Día 2 (22 de septiembre) | SS3   | Świętajno 1       | 19.60 km  | Nikolay Gryazin     | Škoda Fabia R5 | 10:00.0 | Nikolay Gryazin     |
| Día 2 (22 de septiembre) | SS4   | Stare Juchy 1     | 13.31 km  | Nikolay Gryazin     | Škoda Fabia R5 | 7:06.3  | Nikolay Gryazin     |
| Día 2 (22 de septiembre) | SS5   | Mikołajki MAX 1   | 9.13 km   | Nikolay Gryazin     | Škoda Fabia R5 | 5:10.7  | Nikolay Gryazin     |
| Día 2 (22 de septiembre) | SS6   | Paprotki 2        | 15.22 km  | Nikolay Gryazin     | Škoda Fabia R5 | 7:44.2  | Nikolay Gryazin     |
| Día 2 (22 de septiembre) | SS7   | Świętajno 2       | 19.60 km  | Nikolay Gryazin     | Škoda Fabia R5 | 9:47.9  | Nikolay Gryazin     |
| Día 2 (22 de septiembre) | SS8   | Stare Juchy 2     | 13.31 km  | Jari Huttunen       | Hyundai i20 R5 | 6:58.7  | Nikolay Gryazin     |
| Día 2 (22 de septiembre) | SS9   | Mikołajki MAX 2   | 9.13 km   | Jari Huttunen       | Hyundai i20 R5 | 5:05.0  | Nikolay Gryazin     |
| Día 3 (23 de septiembre) | SS10  | Pozezdrze 1       | 13.24 km  | Jari Huttunen       | Hyundai i20 R5 | 7:27.6  | Nikolay Gryazin     |
| Día 3 (23 de septiembre) | SS11  | Gołdap 1          | 19.90 km  | Nikolay Gryazin     | Škoda Fabia R5 | 10:23.3 | Nikolay Gryazin     |
| Día 3 (23 de septiembre) | SS12  | Baranowo 1        | 15.60 km  | Nikolay Gryazin     | Škoda Fabia R5 | 8:20.7  | Nikolay Gryazin     |
| Día 3 (23 de septiembre) | SS13  | Pozezdrze 2       | 13.24 km  | Jari Huttunen       | Hyundai i20 R5 | 7:17.5  | Nikolay Gryazin     |
| Día 3 (23 de septiembre) | SS14  | Gołdap 2          | 19.90 km  | Jari Huttunen       | Hyundai i20 R5 | 10:15.2 | Nikolay Gryazin     |
| Día 3 (23 de septiembre) | SS15  | Baranowo 2        | 15.60 km  | Jari Huttunen       | Hyundai i20 R5 | 8:04.4  | Nikolay Gryazin     |
| Fuente:ewrc-results.com  |       |                   |           |                     |                |         |                     |

## Clasificación final
| Pos.                     | Piloto            | Copiloto            | Automóvil      | Equipo                        | Tiempo    | Puntos |
| ------------------------ | ----------------- | ------------------- | -------------- | ----------------------------- | --------- | ------ |
| 1                        | Nikolay Gryazin   | Yaroslav Fedorov    | Škoda Fabia R5 | Sports Racing Technologies    | 1:53:43.5 | 25+13  |
| 2                        | Jari Huttunen     | Antti Linnaketo     | Hyundai i20 R5 | BRC Racing Team               | +8.3      | 18+13  |
| 3                        | Chris Ingram      | Ross Whittock       | Škoda Fabia R5 | Toksport WRT                  | +2:25.9   | 15+10  |
| 4                        | Fabian Kreim      | Frank Christian     | Škoda Fabia R5 | Škoda Auto Deutschland        | +2:43.2   | 12+8   |
| 5                        | Mikołaj Marczyk   | Szymon Gospodarczyk | Škoda Fabia R5 | Škoda Polska Motorsport       | +3:27.0   | 10+5   |
| 6                        | Łukasz Habaj      | Daniel Dymurski     | Škoda Fabia R5 | Rallytechnology               | +3:33.6   | 8+4    |
| 7                        | Grzegorz Grzyb    | Jakub Wróbel        | Škoda Fabia R5 | Rufa Sport                    | +3:38.4   | 6+3    |
| 8                        | Filip Mareš       | Jan Hloušek         | Škoda Fabia R5 | ACCR Czech Team               | +5:33.7   | 4      |
| 9                        | Tomasz Kasperczyk | Damian Syty         | Ford Fiesta R5 | Tiger Energy Drink Rally Team | +5:50.6   | 2      |
| 10                       | Norbert Herczig   | Ramón Ferencz       | Škoda Fabia R5 | Mol Racing Team               | +6:10.2   | 1      |
| Fuente: ewrc-results.com |                   |                     |                |                               |           |        |